# Jake Zyrus
Jake Zyrus, né Charmaine Clarice Relucio Pempengco le 10 mai 1992 à Cabuyao aux Philippines, assigné fille à la naissance, anciennement connu sous le nom de Charice (une contraction de ses deux premiers prénoms avant son coming-out trans en 2014), est un chanteur philippin qui s'est fait connaître grâce à YouTube.
Le lancement de son premier album américain a eu lieu le 11 mai 2010. Produit par David Foster, il est distribué sous le label Warner Bros. Records. Le premier single extrait est un duo avec Iyaz, Pyramid, sorti le même jour, alors qu'il était invité au célèbre talk-show d'Oprah Winfrey avec Justin Bieber.
Il a aussi fait une apparition dans Alvin et les Chipmunks 2 (2009), où il chante No One d'Alicia Keys. Il a fait ses débuts d'acteur à la télévision américaine en incarnant le personnage de Sunshine Corazon dans la deuxième saison de la série télévisée Glee (2010-2011).

## Jeunesse
Jake, nommé à la naissance Charmaine Clarice, contracté en Charice, est né dans la Province de Laguna, aux Philippines. Élevé par une mère célibataire, il aide sa famille en participant dès ses sept ans à des concours de chant amateur, aussi bien lors de fêtes locales dans différentes provinces que lors de télé-crochets, ce qui représente un total de presque cent concours de chant.
En 2005, Jake participe à Little Big Star, une émission de télévision philippine du réseau ABS–CBN Broadcasting Corporation vaguement inspirée d‘American Idol. Immédiatement éliminé, il a été rappelé plus tard comme concurrent-surprise et a finalement fait partie des finalistes. Il a obtenu de bons résultats en phase finale, mais n'a terminé que troisième.
Jake a ensuite fait de petites apparitions dans des émissions de télévision locale et des publicités, sans regagner sa popularité de Little Big Star. Il n'a atteint une notoriété mondiale qu'en 2007, lorsqu'un fan utilisant le pseudonyme de FalseVoice a commencé à mettre en ligne sur YouTube une série de vidéos de ses prestations. Ces vidéos ont reçu plus de 13 millions de visites.

## Carrière

### Découverte (2007–2008)
En juin 2007, la compagnie musicale suédoise Ten Songs/Productions, dont les producteurs avaient vu ses vidéos, invita Pempengco à enregistrer une démo. Il enregistra sept chansons — six reprises et un titre original, Amazing.
Il fut invité dans l'émission de télé-crochet coréenne Star King le 13 octobre 2007 ; il y chanta And I Am Telling You I'm Not Going et un duo avec Kyuhyun (du boys band Super Junior), A Whole New World.
Après avoir vu sa prestation à Star King sur YouTube, l'animatrice américaine Ellen DeGeneres proposa à Jake de figurer dans The Ellen DeGeneres Show. Celui-ci se rendit pour la première fois aux États-Unis et chanta deux chansons dans l'émission du 19 décembre 2007 (I Will Always Love You et And I Am Telling You I'm Not Going),,.
Il fit ensuite une seconde apparition à Star King, au titre de « chanteuse étrangère la plus demandée » (avant sa transition) : le 28 décembre 2007, il chanta I Will Survive de Gloria Gaynor et un duo avec la chanteuse américano-coréenne Lena Park.
En janvier 2008, il fut invité à chanter au palais Malacañang pour la présidente des Philippines Gloria Macapagal-Arroyo. Il revint sur la scène internationale en participant le 8 avril à Londres au Paul O'Grady Show.
Son premier album Charice est sorti en mai 2008. Contenant six chansons et six instrumentaux, il fut disque d'or aux Philippines en octobre 2008 (12 500 exemplaires vendus), puis disque de platine en 2009.
Pempengco apparut le 12 mai 2008 dans The Oprah Winfrey Show, dans une émission intitulée World's Smartest Kids, où il chanta I Have Nothing de Whitney Houston. Après l'émission, Oprah Winfrey contacta le légendaire producteur canadien David Foster pour voir ce qu'il pouvait faire pour lui. Il chanta pour la première fois avec lui le 17 mai lors de l'ouverture du MGM Grand au Foxwoods Resort Casino de Ledyard, dans le Connecticut.
Il a fait ses débuts sur une scène internationale le 23 mai dans le concert-hommage de David Foster Hitman: David Foster and Friends, au Mandalay Bay Resort and Casino de Las Vegas. Il y a interprété un medley de chansons du film Bodyguard ainsi que son tube And I Am Telling You I'm Not Going. Un CD/DVD du concert a été publié le 11 novembre 2008. Le spectacle a été diffusé plusieurs fois sur PBS et d'autres réseaux télévisés publics à partir de décembre 2008 dans la série Great Performances.
Un des participants au concert était l'idole de Pempengco, Andrea Bocelli. Celui-ci lui proposa de chanter en duo avec lui et l'invita à participer à son concert anniversaire, The Cinema Tribute, le 20 juillet au Teatro del Silenzio de sa ville natale, Lajatico, en Toscane. Il y chanta en solo et y reprit avec lui The Prayer (son duo avec Céline Dion) devant plus de 8 000 personnes,,,.
Le 9 septembre, dans l'émission Dreams Come True du Oprah Winfrey Show, Oprah le nomma « The Most Talented Girl in the World » (la fille la plus douée du monde - avant sa transition). Accompagnée par David Foster au piano, il y chanta My Heart Will Go On de Céline Dion, après quoi Oprah lui fit la surprise d'une apparition de Céline Dion par satellite, qui l'invita à chanter en duo avec elle au Madison Square Garden de New York lors de la tournée Taking Chances,.
Ce duo eut lieu le 15 septembre. Les deux artistes chantèrent Because You Loved Me, dédié à la mère de Pempengco. Cette prestation lui valut des commentaires enthousiastes dans le New York Post et le New York Times,,. Elle fut diffusée le 19 septembre dans The Oprah Winfrey Show. Pempengco participa ensuite au Grand Slam for Children Benefit Concert d'Andre Agassi au Wynn Las Vegas,.
Il fut ensuite invité à l'anniversaire du centenaire du club de football du Feyenoord Rotterdam. Le 26 septembre, il chanta devant environ 50 000 supporters You'll Never Walk Alone.[réf. nécessaire]
En novembre, il apparut avec David Foster dans l'émission Good Morning America pour la promotion de l'album-hommage de Foster Hitman: David Foster and Friends. Il chanta son medley de chansons de Bodyguard et I Will Survive,.

### Aux États-Unis (2009)
En janvier 2009, Pempengco chanta dans deux soirées présidentielles préinaugurales à Washington, D.C., le gala Martin Luther King Jr Realizing The Dream au Hyatt Regency Hotel et le Pearl Presidential Inaugural Gala au Mandarin Hotel,,,.
En février, il participa à deux soirées après la 81e cérémonie des Oscars : l‘Oscar Night au restaurant Mr. Chow de Beverly Hills et l′Oprah's Oscar After Party au Théâtre Kodak à Hollywood,,. Il y chanta une nouvelle chanson, Fingerprint, composée par Robbie Nevil et produite par David Foster.
En avril, il apparut dans la première émission de l'année de l'émission de télévision de variété italienne Ti lascio una canzone, depuis le Théâtre Ariston de San Remo. Il y chanta I Will Always Love You, I Have Nothing, The Prayer et Listen. Plus tard dans le mois, il chanta The Star-Spangled Banner devant 57 000 supporters de baseball lors de l'ouverture de la 52e saison des Dodgers de Los Angeles au Dodger Stadium,.
En mai, il sortit aux Philippines son deuxième albums, My Inspiration. Il comporte douze pistes, dont Always You et une reprise de la chanson d'Helen Reddy You and Me Against the World chantée en duo avec sa mère. Cet album fut disque d'or deux mois après sa sortie et disque de platine en décembre. En mai également, Jake chanta à nouveau dans un concert David Foster and Friends au Mandalay Bay Resort and Casino de Las Vegas.
Le 18 mai, lors de l'émission Finale: Oprah's Search for the World's Most Talented Kids de l’Oprah Winfrey Show, il lança son premier single international Note to God, composé par Diane Warren et produit par David Foster. Il fut disponible au téléchargement le jour même et débuta à la place #24 au Billboard's Hot Digital Songs chart, la quarante-quatrième au Billboard's Hot 100 chart, la neuvième au the Hot Canadian Digital Singles chart et la trente-cinquième au Canadian Hot 100 chart,,. Plus tard dans le mois, il chanta à nouveau dans Ti lascio una canzone à titre d'invité spécial,.
Il donna son premier grand concert, Charice: The Journey Begins, le 27 juin au SMX Convention Center du SM Mall of Asia, aux Philippines, à guichets fermés. Parmi ses invités se trouvaient Christian Bautista, Kuh Ledesma et les finalistes de l'émission Little Big Star.
Il participa à deux albums de Noël en 2009. Dans celui de David Archuleta Christmas from the Heart, il chante en duo avec lui Have Yourself a Merry Little Christmas. Dans le second, la compilation A Very Special Christmas volume 7, il chante The Christmas Song,. À l'automne, il fut une des têtes d'affiche de la tournée David Foster and Friends dans dix villes nord-américaines,.
Il a fait une apparition dans le film Alvin et les Chipmunks 2, sorti en Amérique du Nord le 23 décembre. Il fait aussi partie de la bande originale du film, où il chante No One d'Alicia Keys accompagnée par les Chipettes (les petites amies des Chipmunks). Plus tard dans le mois, il est apparu comme invité lors de la finale du télé-crochet Singapore Idol, où il a chanté deux de ses titres phares, le medley du film Bodyguard et Note to God.

### 2010-2012

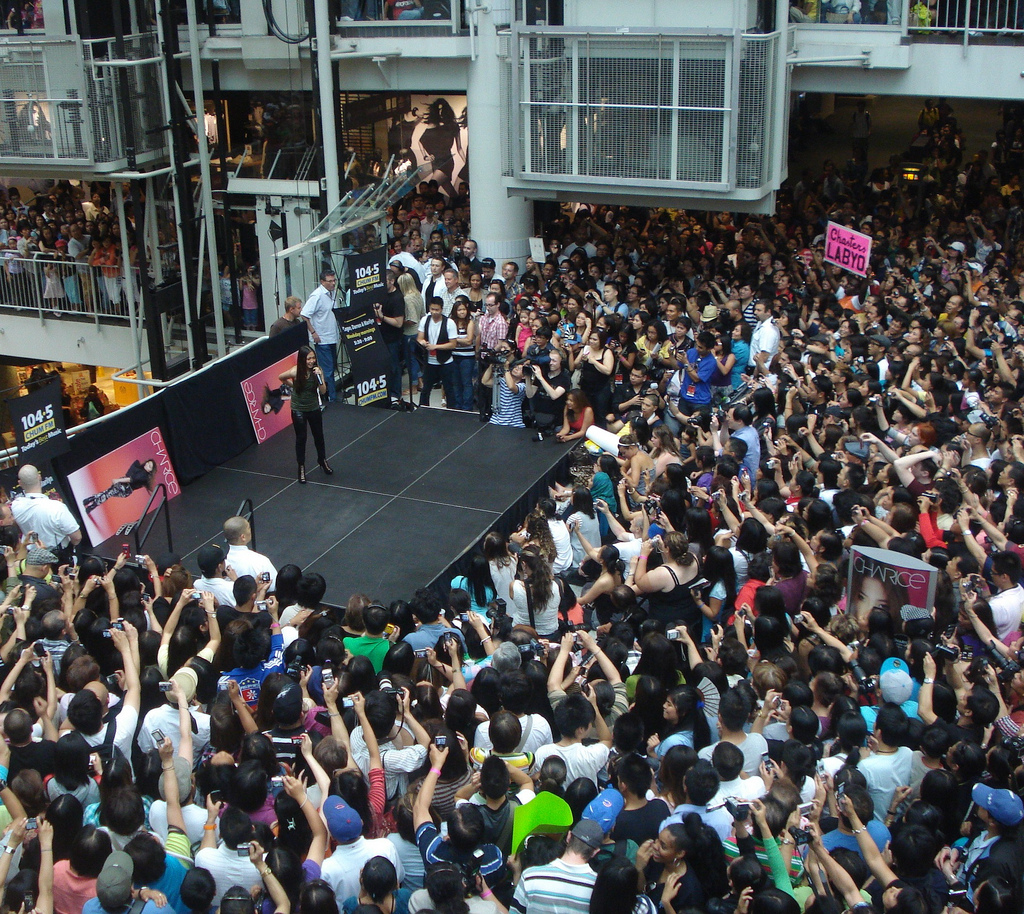
Charice au Centre Eaton Toronto le 4 juin 2010.

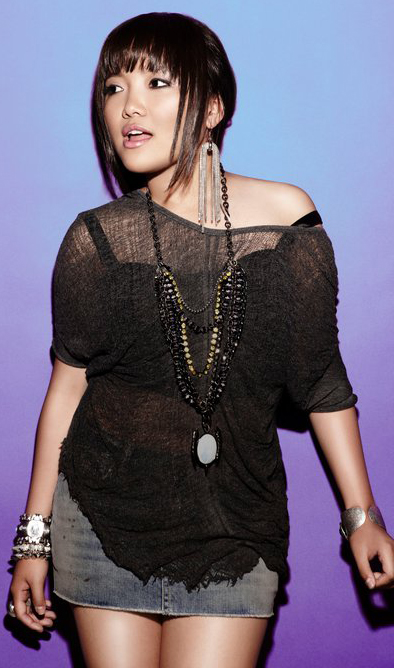
Charice en 2011

Le 23 janvier 2010, il est apparu dans Io Canto, un célèbre concours de chant en Italie, où il a chanté ses standards plus le titre Adagio (popularisé par Lara Fabian) en italien. Le 31 janvier, il a participé sur NBC Sports à Silk Soy Milk Skate for the Heart, un programme destiné à sensibiliser aux maladies cardiaques et financé par une marque de lait de soja. Il y a chanté Note to God et deux nouvelles chansons de son premier album, In This Song et Breathe Out (retitré plus tard Breathe You Out). La version studio et le remix de son deuxième single, Pyramid (avec Iyaz) sont sortis le 23 février et le 2 mars 2010.
Son premier album international, Charice, est sorti le 11 mai 2010 chez Reprise Records. Pour son lancement, il est apparu le soir même dans The Oprah Winfrey Show, en compagnie d'un autre chanteur découvert grâce à YouTube, Justin Bieber.
Le disque a atteint dès la première semaine la huitième place au Billboard 200 Album Chart ; Jake Zyrus serait la première artiste asiatique à entrer dans le Top 10 avant sa transition vers le genre masculin[réf. souhaitée]. Sa promotion mondiale de l'album a été l'objet d'un mini-documentaire en 12 parties intitulé 30 Days with Charice, filmé par Alloy TV et diffusé sur Teen.com.
Le 22 juin, Pempengco a confirmé lui-même qu'il allait jouer dans la deuxième saison de la série télévisée américaine Glee Plus tard la même semaine, il a sorti au Japon un single promotionnel, Crescent Moon. Il s'agit d'une version en anglais de la chanson japonaise d'Ayaka Mikazuki.
Le 30 juin 2010, il a chanté l'hymne national philippin pour l'entrée en fonction du président Benigno Aquino III devant une foule estimée à plus de 500 000 personnes.
En juillet, il a commencé une tournée promotionnelle pour son album en Thaïlande, aux Philippines, au Japon et en Corée du Sud. Dans ce pays, il est apparu dans l'émission Star King pour la troisième fois.
Le 7 septembre a été lancée la deuxième saison de Glee, en sa présence. Il y joue le rôle récurrent d'une étudiante philippine nommée Sunshine Corazon, concurrente du personnage principal Rachel Berry (joué par Lea Michele). Il y interprète All by myself, Listen, As Long As You're There et Telephone en duo avec Lea Michele.
Le 30 novembre, il est apparu dans l'émission de NBC Christmas in Rockefeller Center, où il a chanté deux morceaux de son disque de Noël Grown-Up Christmas List, la chanson Grown-Up Christmas List et Jingle Bell Rock, avec son producteur et mentor David Foster.
Le 13 février 2011, sa première émission spéciale, Charice: Home for Valentine's, a été diffusée sur le réseau télévisé philippin GMA 7. Selon AGB Nielsen Philippines, l'émission a obtenu le premier taux d'audience dans la zone de Mega Manila, largement devant tous ses concurrents.
Du 21 au 25 février, il a fait sa première tournée solo au Japon, avec quatre concerts dans les salles Zepp (en) (Nagoya, deux à Tokyo et Osaka).

#### Deuxième album international
Il a été annoncé qu'il a commencé à enregistrer de nouvelles chansons pour son deuxième album international. Before It Explodes, le single de son retour écrit par Bruno Mars, est sorti le 18 avril 2011. Le lendemain, une autre chanson, One Day, est sortie sur iTunes, coécrite et coproduite par Nick Jonas. Le deuxième single, Louder (en), est sorti le 20 mai, livré avec une autre chanson, Lost The Best Thing. L'album Infinity (en) est sorti au Japon le 5 octobre 2011.

### Depuis 2013:Chapter 10etPower Of Two
Le 8 juin 2013, Jake Zyrus a révélé qu'il préparait la sortie aux Philippines d'un troisième album intitulé Chapter 10, contenant des reprises de ses chansons favorites avant de retourner à Los Angeles pour enregistrer des pistes de son nouvel album international. L'album est sorti le 6 septembre chez Star Records (en), avec comme single une reprise de Titanium de David Guetta. Le 10 août, GMA Network a diffusé dans sa série biographique Magpakailanman (en) un épisode intitulé The Charice Pempengco Story, où il joue son propre rôle dans des épisodes de sa propre vie. Il a aussi donné le 28 septembre un concert avec Aiza Seguerra (en), surnommé « Power Of Two », au Smart Araneta Coliseum de Quezon City.
Le 2 février 2014, il a été annoncé qu'il chanterait Right Where I Belong pour le dessin animé sorti en DVD The Swan Princess: A Royal Family Tale (en). Pempengco a déclaré qu'il avait failli être éjecté de ce projet après son coming out de 2013.

## Vie personnelle
En octobre 2011, le père de Jake Zyrus, Ricky Pempengco, a été poignardé à mort aux Philippines, obligeant celui-ci à annuler un concert à Singapour. Ouvrier dans la construction, âgé de quarante ans, il se trouvait dans une petite épicerie du quartier De San Pedro, à Laguna, lorsqu'il fut poignardé avec un pic à glace par un ivrogne qu'il avait bousculé, selon le chef de la police de Laguna.
En mars 2012, Jake Zyrus a fait face à de sévères critiques sur Internet et dans les autres médias pour avoir changé de style de coiffure et de vêtements pour être, selon ses termes, « marginal et rock ». Il leur a répondu en déclarant : « Je sais que certains pensent que c'est très "rebel" mais ça ne l'est pas. C'est juste que j'évolue. » Le 16 avril 2013, il a dû affronter des allégations sur son genre après l'apparition sur Internet de nombreuses photos de lui en "garçon manqué" avant son coming out transgenre ,,. Sa mère Raquel Pempengco a déclaré dans une interview qu'elle respectait la décision de son fils sur son identité de genre ,. Le 28 mai, le journal The Philippine Star a publié un article sur la fête de son vingt-et-unième anniversaire, qu'il décrit comme son « coming out dans tous les domaines ».
Le 2 juin 2013, avant sa transition pour devenir Jake Zyrus, il a confirmé être lesbienne au cours d'une interview télévisée avec Boy Abunda dans l'émission philippine The Buzz (en) et a aussi mentionné avoir eu des relations avec d'autres filles dans le milieu de la musique,,.
Dans l'émission Oprah: Where Are They Now? (en) du 19 octobre 2014, il a déclaré être transgenre, s'être toujours senti homme dans une apparence sémiotique sociale féminine. Il prit donc la décision de subir une mammectomie et a commencé les injections de testostérone.
Dans un entretien le 23 octobre 2016, Jake Zyrus parle de son nouvel album Catharsis et de ses notes vocales rock. Jake Zyrus confirme également sa transidentité, l'article étant rédigé avec des pronoms masculins et lui-même se déclarant en tant qu'homme trans.
Le 29 mars 2017, il est entré à l'hôpital pour une ablation des seins.

## Voix
Dans une interview pour ABC News, David Foster a mentionné qu'il était capable d'imiter les voix d'autres personnes, ce qui, selon lui, est caractéristique des bons chanteurs. Dans une autre, Josh Groban a déclaré que sa voix était une des plus belles qu'il avait entendues depuis longtemps. Le New York Post l'a qualifiée de prodige vocal pour sa capacité à chanter de « grandes chansons » à son jeune âge. Ryan Murphy, producteur exécutif de la série télévisée Glee, a déclaré : « Quand cette fille ouvre la bouche, un ange s'en échappe. »

## Récompenses
- 3rd Place – Little Big Star Big Division, Season 1, Philippines
- Most Requested Foreign Act of 2007 – StarKing, Corée du Sud
- Most Memorable Moment of 2007 – The Ellen DeGeneres Show, États-Unis
- Pinoy World Class Talent – 20th Year Anniversary of the Music Museum, 2008, Philippines
- Key To The City of Rotterdam – Mayor Ivo Opstelten, 2008, Pays-Bas
- Best New Female Recording Artist – Aliw Awards, 2008, Philippines[103]
- Newsmaker of the Year 2008, 2009 and 2010 – Balitang America, États-Unis[104],[105],[106]
- People of the Year 2008 – People Asia Magazine, 2009, Philippines[107]
- Plaque of Recognition – The Spirit of EDSA Foundation, 2009, Philippines[108]
- Special Citation Award – MYX Music Awards 2009, Philippines[109]
- National Newsmaker of the Year 2008 – Ateneo de Davao University TAO Awards, 2009, Philippines[110]
- Outstanding Global Achievement – 40th Box Office Entertainment Awards (Guillermo Awards), 2009, Philippines[111]
- Best Selling Album of the Year - 22nd Awit Awards, 2009, Philippines[112]
- Best Musical Performance of 2009 – The Oprah Winfrey Show, États-Unis[113]
- Person of the Year for 2009 – Philnews.com, Philippines[114]
- MDWK Magazine's Top Newsmakers of 2009 – Asian Journal's MDWK Magazine, Philippines[115]
- Fun, Fearless Female Award – Cosmopolitan Magazine Philippines, 2010[116]
- 21 Under 21: Music's Hottest Minors (Number 4) – Billboard, 2010, États-Unis[117]
- Icon of Tomorrow – J-14 Magazine, 2010, États-Unis[118]
- BPInoy Award: Outstanding Filipino – Bank of the Philippine Islands, 2010 Philippines[119]
- Best Inspirational or Religious Song (for "Always You") - 23nd Awit Awards, 2010, Philippines[120]
- Numéro 4 au Yahoo!'s 2010 Most Irresistible Lyrics for 'Pyramid' – Yahoo!, 2010[121]
- Numéro 7 in Reader's Choice Favorite Album of 2010: 'Charice' - Billboard[122]
- Numéro 17 in Best Dance Club Songs of 2010: 'Pyramid' – Billboard[123]
- Numéro 59 in Japan Hot 100 Songs of 2010: 'Pyramid' – Billboard[124]
- J-Wave Tokio Hot 100 Award: Best New Artist - J-Wave Radio, 2011, Japan[125]
- Female Concert Performer of the Year - 42nd Box-Office Entertainment Awards, 2011, Philippines[126]

## Discographie
| Année | Album                                                                     | Certification                   |
| ----- | ------------------------------------------------------------------------- | ------------------------------- |
| 2008  | Charice (P) - Sortie : Mai 2008 - Label : Star Records                    | - Platine aux Philippines       |
| 2009  | My Inspiration (P) - sortie : Mai 2009 - Label : Star Records             | - Platine aux Philippines       |
| 2010  | Charice - Sortie : 11 mai 2010 - Label : 143/Reprise                      | - Or au Japon - Or en Thaïlande |
| 2010  | Grown-Up Christmas List - Sortie : 30 novembre 2010 - Label : 143/Reprise |                                 |
| 2011  | Infinity (en) - sortie : 5 octobre 2011 - Label : 143/Reprise             |                                 |
| 2013  | Chapter 10 - sortie : 6 septembre 2013 - Label : Star Records             |                                 |

(P) : Albums sortis seulement aux Philippines.

## Filmographie
| Cinéma     | Cinéma                                  | Cinéma                 | Cinéma            | Cinéma                                                                                           |
| Année      | Film                                    | Rôle                   | Production        | Notes                                                                                            |
| ---------- | --------------------------------------- | ---------------------- | ----------------- | ------------------------------------------------------------------------------------------------ |
| 2009       | Alvin and the Chipmunks: The Squeakquel | Talent show contestant | 20th Century Fox  | apparition                                                                                       |
| 2010       | Céline autour du monde                  | lui-même               | The Hot Ticket    | film documentaire et concert                                                                     |
| 2012       | Prof poids lourd                        | Malia Dela Cruz        | Columbia Pictures |                                                                                                  |
| Télévision |                                         |                        |                   |                                                                                                  |
| Année      | Titre                                   | Rôle                   | Réseau            | Notes                                                                                            |
| 2008       | ASAP                                    | lui-même               | ABS-CBN           | 2008—2010                                                                                        |
| 2008       | Maalaala Mo Kaya                        | lui-même               | ABS-CBN           | Épisode "Ice Cream"                                                                              |
| 2010       | May Bukas Pa                            | membre du chœur        | ABS-CBN           | Final Chapter "Amen"                                                                             |
| 2010–2011  | Glee                                    | Sunshine Corazon       | Fox               | Glee (saison 2) - épisode 1 : Audition - épisode 17 : A Night of Neglect - épisode 22 : New York |
| 2011       | Charice: Home for Valentine's           | lui-même               | GMA 7             | émission spéciale pour la Saint-Valentin                                                         |